# Microlinyphia aethiopica
Microlinyphia aethiopica är en spindelart som först beskrevs av Albert Tullgren 1910.  Microlinyphia aethiopica ingår i släktet Microlinyphia och familjen täckvävarspindlar. Inga underarter finns listade i Catalogue of Life.